# Вальдек, Гунтер
Гунтер Вальдек (нем. Gunter Waldek; род. 26 июля 1953, Линц) — австрийский композитор, дирижёр и музыкальный педагог.

## Биография
Родился в семье судетских немцев, сын инженера Вильгельма Вальдека; состоит в родстве с линцской династией Вальдеков, музыкантов и священников XIX века.
Учился в Брукнеровской консерватории Линца, затем в 1971—1978 гг. изучал романскую филологию в Зальцбургском университете и одновременно композицию, дирижирование и музыкальную педагогику в Моцартеуме (в том числе под руководством Хельмута Эдера). До 1982 года преподавал в гимназии.
В 1995—2001 гг. возглавлял камерный оркестр в Грискирхене, затем любительский Оркестр Брукнеровского союза в городе Рид-им-Иннкрайс.
В 1982—2014 гг. преподавал композицию и теории музыки в Брукнеровской консерватории Линца, с 1988 г. профессор, с 1990 г. заместитель директора, в 2004—2008 гг. первый проректор.
В 2016 году удостоен премии имени Антона Брукнера, присуждаемой землёй Верхняя Австрия.

## Творчество
Первым заметным сочинением композитора стала «Февральская кантата» (нем. Februar-Kantate; 1984, текст Э. К. Хайниша), посвящённая 50-летию Гражданской войны в Австрии.